# 莱米-杜普拉杜
莱米-杜普拉杜是巴西米纳斯吉拉斯州的一个市镇。总面积281.305平方公里，总人口4930人，人口密度17.5人/平方公里。